# Teixoso e Sarzedo
Teixoso e Sarzedo (llamada oficialmente União das Freguesias de Teixoso e Sarzedo) es una freguesia portuguesa del municipio de Covilhã, distrito de Castelo Branco.

## Historia
Fue creada el 28 de enero de 2013 en aplicación de una resolución de la Asamblea de la República de Portugal promulgada el 16 de enero de 2013 con la unión de las freguesias de Sarzedo y Teixoso, pasando su sede a estar situada en la antigua freguesia de Teixoso.

## Demografía
| Gráfica de evolución demográfica de Teixoso e Sarzedo entre 2011 y 2021 |
|                                                                         |
| Datos según el nomenclátor publicado por el INE portugués.              |